# Slovnična oseba
Slovnična oseba je slovnična kategorija za izražanje udeleženosti v pogovoru oziroma odsotnosti osebka v stavku. Prva oseba izraža govorečega, druga oseba izraža ogovorjenega, tretja oseba pa izraža neudeleženega v pogovoru oziroma glagolsko dejanje brez osebka.

## Osebni zaimki
V vseh jezikih se slovnična oseba izraža v osebnih zaimkih. V slovenščini imamo tako glede na slovnično osebo in število v imenovalniku naslednje osebne zaimke:
| Oseba/število | Ednina     | Dvojina                      | Množina     |
| ------------- | ---------- | ---------------------------- | ----------- |
| 1. oseba      | jaz        | midva/midve (medve)          | mi/me       |
| 2. oseba      | ti         | vidva/vidve (vedve)          | vi/ve       |
| 3. oseba      | on/ona/ono | onadva/onidve (zazn. onedve) | oni/one/ona |

## Osebni svojilni zaimki
Med pridevniškimi besedami izraža slovnično osebo svojilni pridevniški zaimek:
| Oseba/število | Ednina      | Dvojina | Množina |
| ------------- | ----------- | ------- | ------- |
| 1. oseba      | moj         | najin   | naš     |
| 2. oseba      | tvoj        | vajin   | vaš     |
| 3. oseba      | njegov/njen | njun    | njihov  |

## Osebne glagolske oblike
Glede na to, ali glagolska oblika izraža slovnično osebo ali ne, ločimo osebne in neosebne glagolske oblike.
Med osebne glagolske oblike sodijo:
- velelnik (pojdimo, pojdite ...)
- povednik (grem, greš ...)
- pogojnik (jaz bi šel, mi bi šli ...)